# Placunidae
De Placunidae is een familie van tweekleppigen uit de orde Pectinoida.

## Geslacht
- Placuna Lightfoot, 1786